# Henriette Confurius
Henriette Confurius (Berlino, 5 febbraio 1991) è un'attrice tedesca naturalizzata olandese.
Figlia di un'attrice, Confurius è cresciuta con il fratello maggiore Lucas, anch'egli attore, nella Germania settentrionale. Inizia a recitare all'età di otto anni, e a nove la sua famiglia si trasferisce a Berlino, dove frequenta il Goethe-Gymnasium di Berlin-Wilmersdorf. A 17 anni, dopo un soggiorno di un anno in Irlanda, decide di proseguire sulla strada della recitazione.

## Filmografia

### Cinema
- Ballett ist ausgefallen – cortometraggio (2002)
- My First Miracle (Mein erstes Wunder), regia di Anne Wild (2002)
- Nachmittag in Siedlisko – cortometraggio (2003)
- Show Time – cortometraggio (2006)
- La contessa (The Countess), regia di Julie Delpy (2009)
- Lezioni di sogni (Der ganz große Traum), regia di Sebastian Grobel (2011)
- Ein blinder Held - Die Liebe des Otto Weidt, regia di Kai Christiansen (2014)
- Beloved Sisters (Die geliebten Schwestern), regia di Dominik Graf (2014)
- Die Fremde und das Dorf, regia di Peter Keglevic (2014)
- Nebbia in agosto (Nebel im August), regia di Kai Wessel (2016)
- Das kalte Herz, regia di Johannes Naber (2016)
- Narciso e Boccadoro, regia di Stefan Ruzowitzky (2020)
- Das Mädchen und die Spinne, regia di Ramon Zürcher e Silvan Zürcher (2021)
- Generation Beziehungsunfähig, regia di Helena Hufnagel (2021)
- Ich Ich Ich, regia di Zora Rux (2021)
- Schweigend steht der Wald, regia di Saralisa Volm (2022)
- Rest, regia di Pascal Glatz – cortometraggio (2022)

### Televisione
- Frauen, die Prosecco trinken, regia di Ulrich König – film TV (2001)
- Die Meute der Erben, regia di Ulrich König  – film TV (2001)
- Polizeiruf 110 – serie TV, episodio 252 (2003)
- Bella Block – serie TV, episodio 15 (2004)
- Ein starkes Team – serie TV, episodio 29 (2005)
- Hilfe, meine Tochter heiratet – film TV (2006)
- Der Novembermann, regia di Jobst Oetzmann – film TV (2007)
- Tatort – serie TV, episodi 671-799-885 (2007-2012)
- Hamburg Distretto 21 (Notruf Hafenkante) – serie TV, episodio 2x05 (2007)
- In aller Freundschaft – serie TV, episodio 372 (2007)
- Das Geheimnis im Wald – film TV (2008)
- Die Wölfe – miniserie TV, puntata 1 (2009)
- Ellas Geheimnis – film TV (2009)
- Jenseits der Mauer, regia di Friedemann Fromm – film TV (2009)
- Un caso per due (Ein Fall für zwei) – serie TV, episodio 271 (2009)
- Inspektor Barbarotti - Mensch ohne Hund, regia di Jörg Grünler – film TV (2010)
- Eichmanns Ende - Liebe, Verrat, Tod, regia di Raymond Ley – miniserie TV (2010)
- Guardia costiera (Küstenwache) – serie TV, episodio 14x09 (2010)
- Familie Fröhlich - Schlimmer geht immer, regia di Thomas Nennstiel – film TV (2010)
- Amore tra i fiordi (Liebe am Fjord) – serie TV, episodio 4 (2011)
- Der Staatsanwalt – serie TV, episodio 6x04 (2011)
- SOKO Wismar – serie TV, episodio 148 (2012)
- Die Bergretter – serie TV, episodio 18 (2012)
- Countdown (Countdown – Die Jagd beginnt) – serie TV, episodio 6x08 (2012)
- Le più belle fiabe dei fratelli Grimm (Sechs auf einen Streich) – serie TV, episodio 5x04 (2012)
- Die Holzbaronin, regia di Marcus O. Rosenmüller – film TV (2012)
- Ultima traccia: Berlino (Letzte Spur Berlin) – serie TV, episodio 3x06 (2014)
- Linea di separazione (Tannbach – Schicksal eines Dorfes) – serie TV, 6 episodi (2015)
- Tribes of Europa – serie TV, 6 episodi (2021)
- Hotel Europa (Das Weiße Haus am Rhein) – miniserie TV, 2 puntate  (2021-2022)
- Transatlantic – miniserie TV, 7 episodi (2022)
- Die Quellen des Bösen – serie TV, 6 episodi (2023)

## Riconoscimenti
- Premio della Televisione Tedesca
  - 2004 – per Polizeiruf 110, Bella Block e My First Miracle
  - 2009 – per Die Wölfe (con Vincent Redetzki, Maximilian Werner, Neel Fehler, Nina Gummich e Philip Wiegratz)
  - 2016 – Candidatura Miglior attrice per Linea di separazione

- Festival della televisione di Monte Carlo
  - 2016 – Candidatura Miglior attrice in una fiction lunga per Linea di separazione

- Bavarian TV Awards
  - 2015 – Candidatura Miglior attrice in un film televisivo per Linea di separazione

- Premio Bambi
  - 2015 – Miglior attrice nazionale per Linea di separazione

## Doppiatrici italiane
Nelle versioni in italiano delle sue opere, Henriette Confurius è stata doppiata da:
- Veronica Puccio in Countdown
- Emanuela Ionica in Amore tra i fiordi e Tribes of Europa
- Letizia Ciampa in Nebbia in agosto
- Lucrezia Marricchi in Narciso e Boccadoro
- Eleonora Reti in Hotel Europa
- Luisa D'Aprile in Transatlantic